# Svět podle Garpa (film)
Svět podle Garpa (v anglickém originále The World According to Garp) je americká filmová komedie z roku 1982 natočená podle stejnojmenného románu Johna Irvinga. Režisérem filmu je George Roy Hill. Hlavní role ve filmu ztvárnili Robin Williams, James McCall, Mary Beth Hurt, Glenn Close a John Lithgow.

## Ocenění
John Lithgow a Glenn Close byli za své role v tomto filmu nominováni na Oscara.

## Obsazení
| Robin Williams | T.S.Garp        |
| James McCall   | mladý Garp      |
| Mary Beth Hurt | Helen Holm      |
| Glenn Close    | Jenny Fields    |
| John Lithgow   | Roberta Muldoon |
| Hume Cronyn    | pan Fields      |
| Jessica Tandy  | paní Fields     |
| Swoosie Kurtz  | děvka           |